# Genistelloides amplispora
Genistelloides amplispora är en svampart som beskrevs av M.M. White & Lichtw. 2004. Genistelloides amplispora ingår i släktet Genistelloides och familjen Legeriomycetaceae.   Inga underarter finns listade i Catalogue of Life.